# Eochaid Airem
Eochaid Airem ("contadino") fu un leggendario re supremo irlandese del II secolo. Succedette sul trono al fratello Eochaid Feidlech.
Sposò Étaín, che era già stata moglie di Midir dei Túatha Dé Danann. Midir chiese di riaverla, ma Eochaid rifiutò. Fu però ingannato da Midir, che trasformò se stesso ed Étaín in cigni e scappò con lei dal palazzo di Eochaid, localizzato a Tara. Quando Eochaid chiese con forza il ritorno della moglie, Midir diede con la sua magia a cinquanta donne le sembianze di Étaín e chiese a Eochaid di scegliere quale tra loro fosse quella giusta. Eochaid scelse però la sua propria figlia, Étaín Óg. Dal loro involontario incesto nacque Mess Búachalla, madre di Conaire Mor.

## Fonti
- Seathrún Céitinn, Foras Feasa ar Éirinn 1.37
- Annali dei Quattro Maestri M5069-5084